# 多哥共产党
多哥共产党（法语：Parti Comuniste du Togo）是多哥的一个共产主义政党。该党成立于1980年5月4日。它的意识形态是共产主义、马克思列宁主义、霍查主义。它的政治立场是极左翼。它出版报纸《革命》。它的下属青年组织是多哥共产主义青年组织。该党是革命政党和组织国际协调的成员。